# DINO ROCKET OXYGEN
『DINO ROCKET OXYGEN』（ディノ、ロケット、オキシジェン）は2013年4月22日に発売された日本のプログレッシヴ・バンドYuka & Chronoshipのセカンドアルバム。

アルバムのオリジナルロゴとタイトルを手掛けたのは、長年に亘ってプログレ界のアート・ワークを一手に引き受けてきたロジャー・ディーン。紙ジャケット仕様。日本盤はボーナスCDを含む。世界31カ国にて発売中。

## 解説
本作は「恐竜組曲」「ウは宇宙船のウ組曲」「O組曲」の３つの組曲から構成されている。

ファーストアルバム「Water Reincarnation」に比べ、バンドサウンドが強調されたアレンジに仕上がっている。

## 収録曲
DINOSAURS ：suite（恐竜組曲）
1. Which Came First,The Dinosaur Or The Egg ?
2. Dance With Dinosaurs
3. Ruler Of The Earth

R is for ROCKET ：suite（ウは宇宙船のウ組曲）
1. Cutting Gravity
2. Skygazer
3. An Arrow Of Glittering Music
4. Blue Astronaut Helicopter
5. Beyond The Fence

OXYGEN ：suite（O組曲）
1. O
2. O2
3. O3

[BONUS CD]（日本盤のみ）
1. ライヴ・ダイジェスト・アット・遠野2012
2. Cutting Gravity（プリ・プロダクション）